# Лондон, Яков Рувимович
Яков Рувимович Лондон (13 апреля 1964, Новосибирск — 29 июля 2018, там же) — российский журналист и медиаменеджер, лауреат премии ТЭФИ (2002). Член Академии Российского телевидения (2001). Один из основателей и вице-президент телекомпании «НТН».

## Биография
Родился 13 апреля 1964 года в Новосибирске. С 1981 по 1986 год учился в Новосибирском электротехническом институте (факультет информационно-измерительной техники), где получил специальность инженера-электрика.
Работал в Институте горного дела СО АН СССР (научный сотрудник). С мая 1987 года — инженер и начальник лаборатории Новосибирского завода точного машиностроения.
В 1992 году участвовал в создании телекомпании НТН; после переустройства её управления и организации каналов НТН-4 и НТН-12 получил должность вице-президента НТН-4.
В 1995 году стал автором проекта координированного вещания для ряда сибирских городов, направил в Федеральную службу по телевидению и радиовещанию заявку на создание свободного канала и организовал региональную телекомпанию New Television Siberian Channel (NTSC) с трансляцией на Новосибирск, Барнаул, Омск, Томск, Кемерово и Новокузнецк. Будучи вице-президентом НТН-4 и президентом NTSC, содействовал их развитию, был создателем и продюсером программ.
Один из основателей и совладелец телекомпаний «Регион-ТВ» и «49 канал».
Участвовал в формировании рекламно-информационного агентства «Видео Интернейшнл-Сибирь». Состоял в правлении общественного объединения «Национальная ассоциация телевещателей» (НАТ).

### Покушение
2 января 1998 года предпринимателя пытались убить. В него было выпущено 6 пуль. Покушение произошло в подъезде вечером, на площадке второго этажа. Пули пробили лёгкие и повредили спинной мозг. Яков Рувимович выжил, но остался на всю жизнь прикованным к коляске

### Карьера после покушения
Прошёл лечение в Израиле, после чего вернулся в Новосибирск, где в скором времени по приказу председателя ВГТРК М. Е. Швыдкого от 11 февраля 1999 года утверждён председателем ГТРК «Новосибирск»; это назначение спровоцировало волнение в коллективе телекомпании, особенно среди журналистов, большая часть которых уволилась. Управляя ГТРК «Новосибирск», Лондон целиком поменял сетку вещания и рекламную политику, оснастил компанию новой аппаратурой, а также основал телевизионную школу-студию, став одним из её преподавателей.
С июля 2001 года работал в должности генерального директора Сибирского окружного телевидения «Сибирь-ТВ», нереализованного проекта, который предусматривал распространение трансляции по всему Сибирскому федеральному округу.
В 2004 году участвовал в предвыборном состязании за должность мэра Новосибирска, в связи с чем в феврале этого года ушёл из ГТРК «Новосибирск». Вышел во второй тур. Во втором туре Городецкий получил 59 %, Лондон — 29 %.
Умер 29 июля 2018 года в Новосибирске. Похоронен на Заельцовском кладбище (квартал 103).

## Награды
Многие телепрограммы Лондона становились лауреатами. В 2000 году ГТРК «Новосибирск» на конкурсе Национальной ассоциации телевидения удостоилась звания лучшей телекомпании России.
В 2002 году удостоен премии ТЭФИ в номинации «Публицистические программы».